# Lévignen
Lévignen est une commune française située dans le département de l'Oise en région Hauts-de-France.

## Géographie

### Localisation
Lévignen est un bourg périurbain du Valois jouxtant par le sud-ouest Crépy-en-Valois et situé à vol d'oiseau à 24 km à l'est de Senlis, 14 km au sud-ouest de Villers-Cotterêts, 15 km à l'ouest de La Ferté-Milon, 26 km au nord de Meaux et à 10 km de Nanteuil-le-Haudouin.
La commune se trouve dans l'aire d'attraction de Paris, dans la zone d'emploi de Soissons et dans le bassin de vie de Crépy-en-Valois.

### Communes limitrophes
Les communes limitrophes sont  Bargny, Betz, Boissy-Fresnoy, Crépy-en-Valois, Gondreville, Ormoy-Villers, Ormoy-le-Davien et Rouville.
| Rouville       | Crépy-en-Valois | Gondreville     |
| Ormoy-Villers  | Lévignen        | Ormoy-le-Davien |
| Boissy-Fresnoy | Betz            | Bargny          |

### Géologie et relief
La superficie de la commune est de 13,90 km2 ; son altitude varie de 98  à   156 mètres.
Louis Graves indiquait en 1851 que le territoire de la commune figurait un rectangle qui occupait « une grande partie du plateau entre le falaise de l'ancien Valois et le cours de la Grivette. Il n'y a .point d'eau ni de mou:veulent prononcé de-terrain dans cette étendue. Les sections de l'ouest et du sud-ouest sont sableuses et couvertes de bois ou à l'état de friche ; le reste est une plaine consacrée à la production des céréales.
Le chef-lieu, à-peu-près central, comprend deux rues principales, l'une plus grande, nouvelle, à tracé ondulé sur la route de Paris à Soissons; la deuxième sur la route de Crépy. 
L'ensemble .a l'aspect d'un bourg ».

### Hydrographie

#### Réseau hydrographique

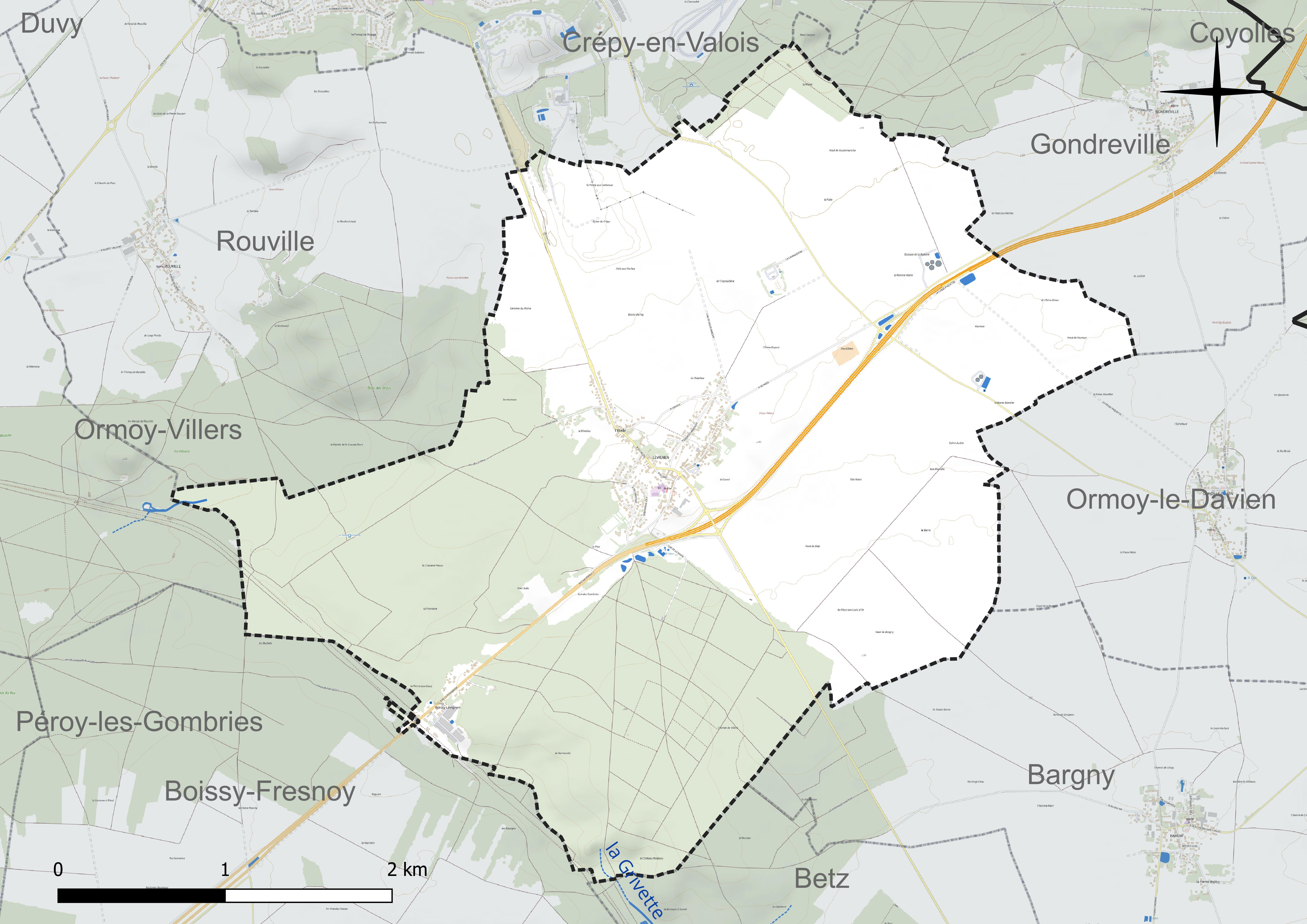
Réseau hydrographique de Lévignen.

La commune est située dans le bassin Seine-Normandie. Elle est drainée par la Grivette,.
La Grivette, d'une longueur de 15 km, prend sa source dans la commune  et se jette  dans le canal de l'Ourcq à Neufchelles, après avoir traversé huit communes.

#### Gestion et qualité des eaux
Le territoire communal est couvert par le schéma d'aménagement et de gestion des eaux (SAGE) « Sensée ». Ce document de planification concerne un territoire de 287 km2 de superficie, délimité par le bassin versant de l'Automne. Le périmètre a été arrêté le 28 mai 1996 et le SAGE proprement dit a été approuvé le 16 décembre 2003 puis révisé le 10 mars 2016. La structure porteuse de l'élaboration et de la mise en œuvre est le syndicat d'aménagement et de gestion des eaux du Bassin Automne (S.A.G.E.B.A).
La qualité des cours d'eau peut être consultée sur un site dédié géré par les agences de l'eau et l'Agence française pour la biodiversité.

### Climat
Pour des articles plus généraux, voir Climat des Hauts-de-France et Climat de l'Oise.
En 2010, le climat de la commune est de type climat océanique dégradé des plaines du Centre et du Nord, selon une étude du CNRS s'appuyant sur une série de données couvrant la période 1971-2000. En 2020, Météo-France publie une typologie des climats de la France métropolitaine dans laquelle la commune est exposée à un climat océanique altéré et est dans la région climatique Nord-est du bassin Parisien, caractérisée par un ensoleillement médiocre, une pluviométrie moyenne régulièrement répartie au cours de l'année et un hiver froid (3 °C).
Pour la période 1971-2000, la température annuelle moyenne est de 10,5 °C, avec une amplitude thermique annuelle de 14,9 °C. Le cumul annuel moyen de précipitations est de 722 mm, avec 11,5 jours de précipitations en janvier et 8,6 jours en juillet. Pour la période 1991-2020, la température moyenne annuelle observée sur la station météorologique la plus proche, située sur la commune du Plessis-Belleville à 16 km à vol d'oiseau, est de 11,4 °C et le cumul annuel moyen de précipitations est de 661,7 mm,. Pour l'avenir, les paramètres climatiques de la commune estimés pour 2050 selon différents scénarios d'émission de gaz à effet de serre sont consultables sur un site dédié publié par Météo-France en novembre 2022.

## Urbanisme

### Typologie
Au 1er janvier 2024, Lévignen est catégorisée bourg rural, selon la nouvelle grille communale de densité à sept niveaux définie par l'Insee en 2022.
Elle est située hors unité urbaine. Par ailleurs la commune fait partie de l'aire d'attraction de Paris, dont elle est une commune de la couronne,.

### Occupation des sols

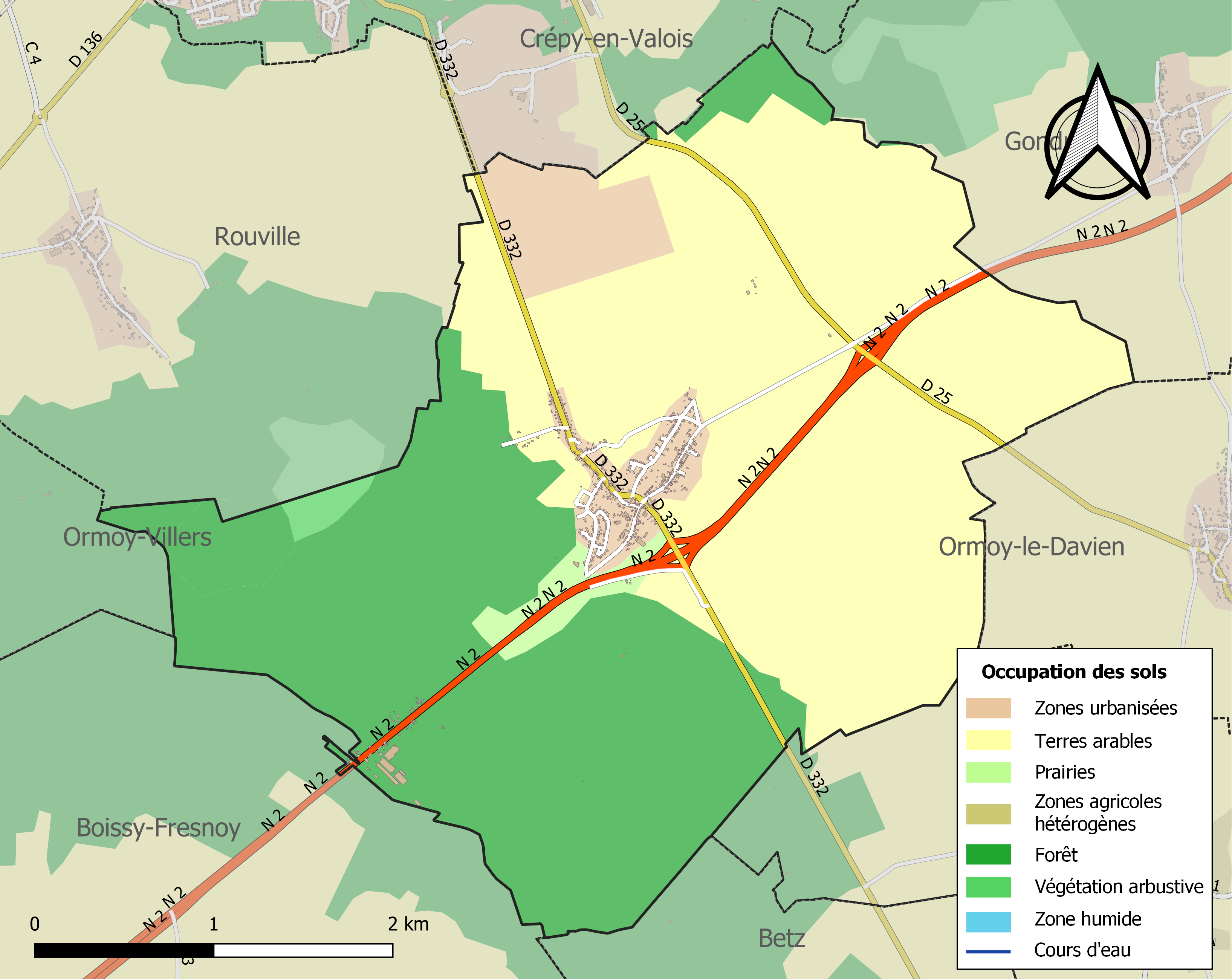
Carte des infrastructures et de l'occupation des sols de la commune en 2018 (CLC).

L'occupation des sols de la commune, telle qu'elle ressort de la base de données européenne d'occupation biophysique des sols Corine Land Cover (CLC), est marquée par l'importance des territoires agricoles (52,4 % en 2018), en diminution par rapport à 1990 (56,3 %).
La répartition détaillée en 2018 est la suivante : 
terres arables (50,6 %), forêts (39,8 %), mines, décharges et chantiers (3,9 %), zones urbanisées (3,1 %), prairies (1,9 %), milieux à végétation arbustive et/ou herbacée (0,7 %).
L'évolution de l'occupation des sols de la commune et de ses infrastructures peut être observée sur les différentes représentations cartographiques du territoire : la carte de Cassini (XVIIIe siècle), la carte d'état-major (1820-1866) et les cartes ou photos aériennes de l'IGN pour la période actuelle (1950 à aujourd'hui).

### Habitat et logement
En 2021, le nombre total de logements dans la commune était de 439, alors qu'il était de 401 en 2016 et de 350 en 2011.
Parmi ces logements, 92,3 % étaient des résidences principales, 2,3 % des résidences secondaires et 5,3 % des logements vacants. Ces logements étaient pour 82,3 % d'entre eux des maisons individuelles et pour 17,5 % des appartements.
Le tableau ci-dessous présente la typologie des logements à Lévignen en 2021 en comparaison avec celle de l'Oise et de la France entière. Une caractéristique marquante du parc de logements est ainsi la faible proportion des résidences secondaires et logements occasionnels (2,3 %) par rapport au département (2,4 %) et à la France entière (9,7 %).
| Typologie                                               | Lévignen | Oise | France entière |
| ------------------------------------------------------- | -------- | ---- | -------------- |
| Résidences principales (en %)                           | 92,3     | 90,5 | 82,2           |
| Résidences secondaires et logements occasionnels (en %) | 2,3      | 2,4  | 9,7            |
| Logements vacants (en %)                                | 5,3      | 7    | 8,1            |

### Voies de communication et transports
Lévignen est traversée par la RN 2, une voie express dont la déviation contourne le bourg, et par l'ancienne route nationale 332 (actuelle RD 932).
La commune est desservie, en 2023, par la ligne 693 du réseau interurbain de l'Oise.

### Énergie
Un méthaniseur de biomasse agricole est mis en service en 2020 à Lévignen.

## Toponymie
Le nom de la localité est attesté sous les formes Lévignien en 1182, Luviniacum en 1190, Levigniacum en 1255, Levegnem en 1277, Lévignem, Lévignent, Lévignan en 1544.
Il s'agit d'un type toponymique gallo-roman en -ACU (autrement noté -acum), dont le premier élément est l'anthroponyme gallo-romain LEVINIU (Levinius) ou LUPINIU (latin Lupinius). Éventuellement, on peut y voir le nom du loup (< gallo-roman LUPU, latin lupus), suivi du suffixe allongé -INIACU, d'où le sens global de louvière « endroit où il y a des loups ».
Cependant, dans ces deux derniers cas, l'évolution régulière aurait dû se faire en Louvigny, comme Louvigny (Calvados, Loveneium en 1082), Louvigny (Sarthe, Lupiniacus en 1210), etc..
Remarque : la terminaison -en pose un problème, car on attendrait -y (anciennement -ei, -i). L'absence de formes suffisamment anciennes ne permet pas de déterminer si cet élément -en représente l'appellatif germanique ham « maison, village »  (ancien français ham > hamel > hameau) qui a parfois évolué en hem dans le nord de la Picardie (ex.  Hem-Hardinval). On le retrouverait ici en composition -hem comme dans Tournehem (Tournehan en 1793). La présence de ce type de composé serait alors inédite.

## Histoire

### Ancien Régime
Ancien site gallo-romain, ce village a eu, dans l'histoire du comté puis duché de Valois, une place très importante, du fait de sa situation au croisement de routes empruntées pour les échanges entre les villes du Nord vers les foires de Champagne mais aussi de Paris jusqu'en Belgique. Sa très grande proximité avec le pouvoir royal y a contribué.[réf. nécessaire]

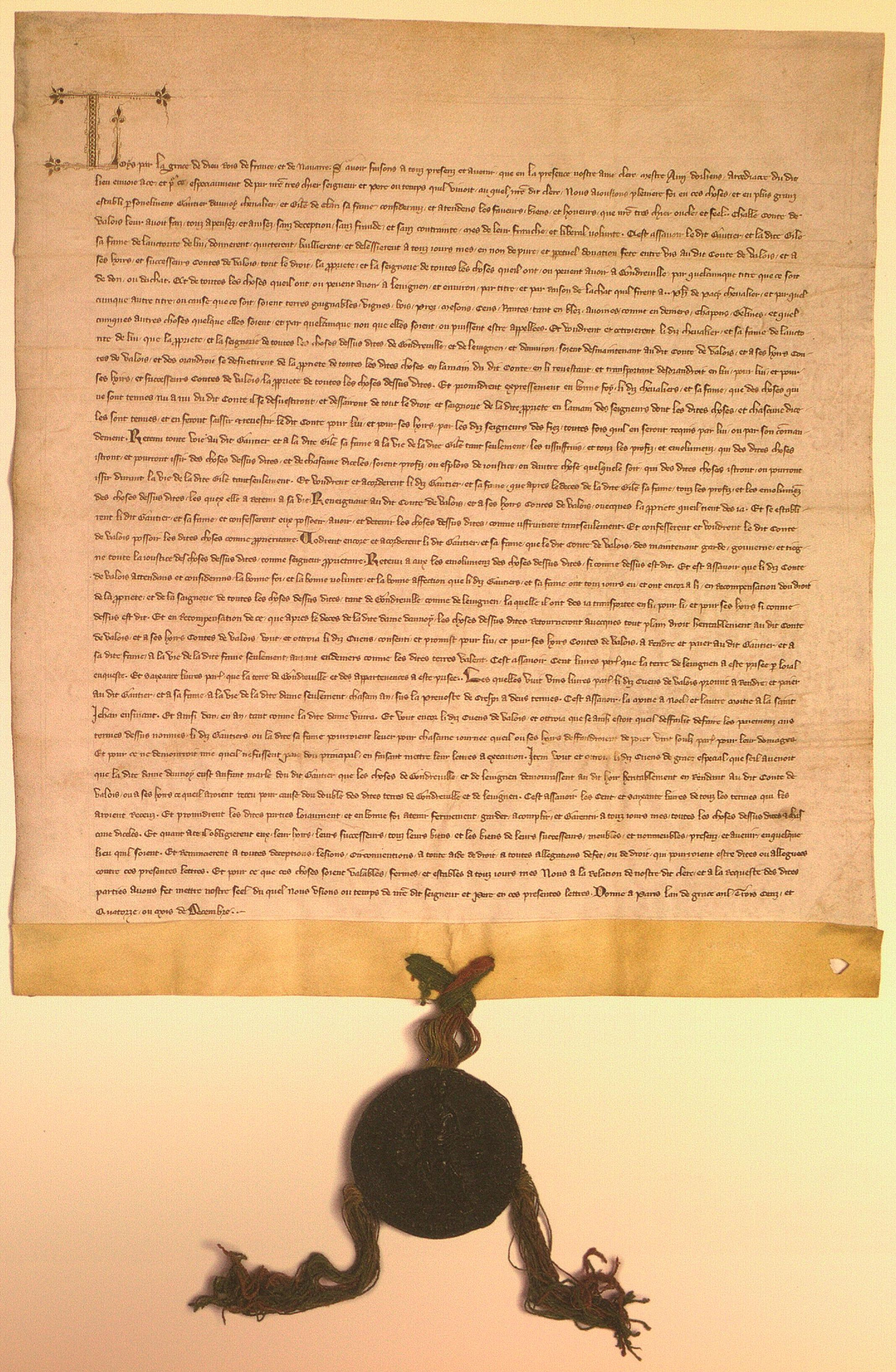
Charte de Louis X de 1314 confirmant à son oncle Charles de Valois ses droits sur les villages de Gondreville et Lévignen.

Louis Graves indiquait : « Lévignen, ainsi que Bargny, passa du domaine royal à celui des comtes de Valois.
Dans le partage que Raoul II, :comte de Senlis et de Valois, fit au commencement du onzième siècle de ses domaines entre ses fils, le domaine de Lévignen fut compris au nombre de ceux qui échurent à Thibaut I de Crépy avec Retz  et Nanteuil-le-Haudoin. Depuis, tette terre suivit les mêmes chances que celle de Nanteuil, à laquelle elle était conjointe.
Thibaut, chantre de Beauvais, la possédait vets 1250 en même tems que Betz. Après lui, Lévignen passa vers 1768  dans une autre maison par le mariage d'Alix, dernier rejeton de Nenteuil, avec Pierre seigneur de.Pacy-en-Valois, de la maison de Châtillon-sur-Marne.
Philippe III, fils de Pierre, affranchit en 1313  les vassaux de sa seigneurie, les déclarant quittes de toute servitude,. leur permettant de disposer librement de leurs biens, de se marier où bon leur semblerait, et de se faire raser. Ce dernier privilége fut celui, dit Cartier, qui les flatta le plus ; ils se firent tous couper les cheveux en signe de délivrance : de là le sobriquet de tondus, qui est encore donné aux habitants de Lévignen. 
Mais ce domaine avait déjà subi, quelque démembrement car on apprend par les titres que Gauthier d'Aulnay céda au mois de décembre 1314, au comte de Valois, les droits qu'il avait à Lévignen en même tems que ceux de Gondreville dont il a déjà été parlé. Cette part fut comprise avec Gondreville encore dans la cession faite par Philippe-de-Valois, moyennant trois cents livres de pension. viagère, à Filipe d'Holande, son   maître d'hôtel.
Le fief du Donjon, qui était distinct de la seignetarie principale, fut vendu le trente décembre 1440, à Rodolphe Billard, vicomte d'Orival, moyennant douze cent soixante-dix écus d'or payés.comptant par Charles d'Orléans, duc de Valois, qui avait besoin de cet argent pour se racheter des prisons d'Angleterre, où il avait été conduit après la bataille d'Azincourt. 
Et le dix-sept septembre 1469, Jeanne de Billard, veuve de Colas de Blois et fille de Rodolphe, revendit les mêmes terres à Jean de Georgias, dit Porc Espy, seigneur de Sersoy en Bourgogne et de Brégy-en-Mulcien.
Les descendans de celui-ci achetèrent dans les siècles suivans différentes dépendances du domaine de Leivignen ; Michel Georgias acquit le douze janvier 1543, moyennant trois cent vingt livres, la mairie et la justice avec plusieurs autres droits royaux, et,Nicolas Georgias, seigneur d'Espondoux, le vingt-un juin 1615, d'autres cens moyennant quatre cent vingt livres. Cette famille posséda ,dès-lors la moitié de la Seigneurie. 
L'autre moitié demeurée dans la maison de Passy, constituait le fief de Saint-Blaise. dont le nom fut adopté par les propriétaires. Louis de Saint-Blaise rendit foi et hommage en 1474 pour la terre de Lévignen, que sa !fille apporta plus tard en dot à Auger, baron de Changy. 
Charles de Romain, seigneur de Betz et de Sennecterre,  chevalier de l'ordre du roi, acquit en 1581 le fief de Saint.Blaise. Son fils y réunit peu après l'autre moitié de la seigneurie, dont les Georgias se défirent. 
Le tout fut vendu en 1636, sur la succession du dernier Charles de Romain, à Jean d'Autry déjà seigneur de Betz.
À la mort du fils de celui-ci, Jean Gaillardon, sieur du Boullier, receveur général des finances de la généralité de Soissons, achete Lévignen et Retz des directeurs des créances par-contrat du treize janvier 1678.
Jean-Baptiste-Jacques Gaillurdon, fils du précédent; vendit le vingt septembre 1706 toutes ses terres à Charles Louis Lallemant, qui avant déjà la charge du père.
Ce Lallemant, devenu fermier général, obtint au mois de décembre 1723 des lettres-patentes portant érection de la terre de Lévignen en comté.
Louis-François Lallemant, comte de Lévignen, intendant de la généralité d'Alençon, fils de Charles-Louis, réunit à ses domaines les autres parties de l'ancienne seigneurie qui en avaient été démembrées anciennement, entr'autres ce qu'on appelait les francs-fiefs, dont-le siége était dans une grosse tour octogone entre le château et l'église, et de laquelle relevaient les friches plantées du côté de Rouville et de Fresnoy.
Enfin, cette grande terre fut acquise en même tems que Betz par la princesse de Monaco.
Le duc de Valois avait un droit de travers ou péage, appelé le travers de Crépy, qui s'étendait depuis l'orme de Saint-Lazare près de Crépy jusqu'au rû de Betz, et qui se prélevait à Crépy, Lévignen, Gondreville, et Pisseleu (Aisne). Le duc d'Orléans, apanagé du Valois, y fut maintenu par arrêt du conseil tenu à Versailles le vingt-un avril 1785.
Charles VII séjourna dans l'année 1441 au château de Lévignen. Il y signa, te onze mars de cette année, des lettres portant cession au sieur Enguerel de la verrerie qui existait alors au Four-d'en-Haut, avec droit d'usage dans la forêt de Compiègne ».
On y trouvait, depuis longtemps, un marché hebdomadaire et une foire s'installa au XVIIIe siècle permettant aux nombreux artisans et fermiers du pays de faire connaître leurs produits[réf. nécessaire].
L'histoire de Lévignen est indissociable de son appartenance au domaine royal.
Érigé en comté en 1723, il connaît alors une position de premier plan, réunissant les domaines voisins de Betz, Maquelines, Gondreville et Ormoy-le-Davien. Les vitraux posés en son église Saint-Aubin-Saint-Jean-le-Baptiste en attestent le riche héritage. Son château a disparu au XVIIIe siècle.[réf. nécessaire]

### Époque contemporaine
En 1851, la commune dispose d'une école et est propriétaire de terrains en friche situés à l'ouest de son territoire. La population vit alors de l'agriculture.

#### La circulation sur la RN2
Dans les années 1960, la circulation sur la RN2 traversant le village de Lévignen était très dense et problématique. La RN2, reliant Paris à la frontière belge, connaissait une forte augmentation de trafic routier, en particulier des poids lourds, ce qui causait des nuisances importantes pour les habitants, notamment en termes de bruit, de pollution et de sécurité.
Avant la mise en place du feu tricolore en 1967, la traversée du village devenait de plus en plus dangereuse en raison de l'augmentation des accidents et des difficultés pour les piétons et véhicules locaux de circuler en sécurité. Le flux continu de véhicules sur cette route nationale rendait les traversées piétonnes presque impossibles. Le feu tricolore a donc été installé dans le but de réguler le trafic et d'améliorer la sécurité dans le centre du village.
Cependant, malgré cette amélioration, le problème persista, car le volume de circulation continuait d’augmenter au fil des années. Cela entraîna de nouvelles réflexions sur la nécessité d'une solution plus pérenne, à savoir une déviation pour contourner le village. Cette déviation fut finalement mise en place en 1996, soulageant considérablement Lévignen en détournant le trafic de transit, en particulier les poids lourds, de son centre.
Ces mesures successives ont permis d'améliorer la qualité de vie des habitants en réduisant les nuisances liées à la circulation et en sécurisant le village.

## Politique et administration

### Rattachements administratifs et électoraux

#### Rattachements administratifs
La commune se trouve dans l'arrondissement de Senlis du département de l'Oise.
Elle faisait partie depuis 1802 du canton de Betz. Dans le cadre du redécoupage cantonal de 2014 en France, cette circonscription administrative territoriale a disparu, et le canton n'est plus qu'une circonscription électorale.

#### Rattachements électoraux
Pour les élections départementales, la commune fait partie depuis 2014 du canton de Nanteuil-le-Haudouin.
Pour l'élection des députés, elle fait partie de la quatrième circonscription de l'Oise.

### Intercommunalité
Lévignen est membre de la communauté de communes du Pays de Valois, un établissement public de coopération intercommunale (EPCI) à fiscalité propre créé fin 19961 et auquel la commune avait transféré un certain nombre de ses compétences, dans les conditions déterminées par le code général des collectivités territoriales.

### Liste des maires
| Période                                  | Période                        | Identité                   | Étiquette | Qualité                                        |
| ---------------------------------------- | ------------------------------ | -------------------------- | --------- | ---------------------------------------------- |
| Les données manquantes sont à compléter. |                                |                            |           |                                                |
| 1803                                     | 1823                           | Nicolas-Antoine Labbé      |           |                                                |
| 1823                                     | 1834                           | Nicolas Lecourt            |           |                                                |
| 1834                                     | 1846                           | François-Marie Moquet      |           |                                                |
| 1846                                     |                                | Jean-Étienne Dieux         |           |                                                |
| 1847                                     | 1866                           | Jérôme-Zacharie Perseguers |           |                                                |
| 1866                                     | 1877                           | Auguste-François Desouches |           |                                                |
| 1877                                     | 1884                           | Eugène-Louis Gibert        |           |                                                |
| 1884                                     | 1904                           | Alfred Moquet              |           |                                                |
| 1904                                     | 1908                           | Émile François Cazin       |           |                                                |
| 1908                                     | 1912                           | Louis-Eugène Launé         |           |                                                |
| 1912                                     | 1919                           | Émile-François Cazin       |           |                                                |
| 1919                                     | 1922                           | Eugène Launé               |           |                                                |
| 1922                                     | 1945                           | Léon Fontaine              |           |                                                |
| 1945                                     | 1945                           | Marcel Carrier             |           |                                                |
| 1945                                     | 1955                           | Henri Grutus               |           |                                                |
| 1955                                     | 1965                           | Georges Ardenois           |           |                                                |
| 1965                                     | 1984                           | Gilbert Camus              |           |                                                |
| 1985                                     | 1995                           | André Amiel                |           |                                                |
| mars 1995                                | mai 2020                       | Daniel Leger               |           | Retraité                                       |
| mai 2020                                 | En cours (au 30 novembre 2023) | Christophe Germain         |           | Cadre administratif ou commercial d'entreprise |

### Jumelage
Lévignen est jumelée avec Crookham Village, au Royaume-Uni,,. Des groupes de familles d'une ville traversent la Manche pour un week-end pour se rendre chez des familles de l'autre ville, en alternant entre la visite et d'hébergement chaque année.

## Équipements et services publics

### Justice, sécurité, secours et défense
La police municipale de Crépy-en-Valois contribue depuis 2022 à assurer la tranquillité de Lévignen.

## Population et société

### Démographie

#### Évolution démographique
L'évolution du nombre d'habitants est connue à travers les recensements de la population effectués dans la commune depuis 1793. Pour les communes de moins de 10 000 habitants, une enquête de recensement portant sur toute la population est réalisée tous les cinq ans, les populations de référence des années intermédiaires étant quant à elles estimées par interpolation ou extrapolation. Pour la commune, le premier recensement exhaustif entrant dans le cadre du nouveau dispositif a été réalisé en 2008.

En 2022, la commune comptait 1 014 habitants, en évolution de +7,42 % par rapport à 2016 (Oise : +0,87 %, France hors Mayotte : +2,11 %).
| 1793 | 1800 | 1806 | 1821 | 1831 | 1836 | 1841 | 1846 | 1851 |
| ---- | ---- | ---- | ---- | ---- | ---- | ---- | ---- | ---- |
| 327  | 367  | 438  | 370  | 372  | 366  | 371  | 403  | 374  |

| 1856 | 1861 | 1866 | 1872 | 1876 | 1881 | 1886 | 1891 | 1896 |
| ---- | ---- | ---- | ---- | ---- | ---- | ---- | ---- | ---- |
| 317  | 342  | 330  | 350  | 340  | 352  | 372  | 344  | 342  |

| 1901 | 1906 | 1911 | 1921 | 1926 | 1931 | 1936 | 1946 | 1954 |
| ---- | ---- | ---- | ---- | ---- | ---- | ---- | ---- | ---- |
| 360  | 344  | 338  | 330  | 462  | 361  | 310  | 353  | 364  |

| 1962 | 1968 | 1975 | 1982 | 1990 | 1999 | 2006 | 2008 | 2013 |
| ---- | ---- | ---- | ---- | ---- | ---- | ---- | ---- | ---- |
| 335  | 340  | 413  | 641  | 652  | 770  | 848  | 870  | 922  |

| 2018  | 2022  | - | - | - | - | - | - | - |
| ----- | ----- | - | - | - | - | - | - | - |
| 1 001 | 1 014 | - | - | - | - | - | - | - |

#### Pyramide des âges
La population de la commune est relativement jeune.
En 2018, le taux de personnes d'un âge inférieur à 30 ans s'élève à 36,4 %, soit en dessous de la moyenne départementale (37,3 %). À l'inverse, le taux de personnes d'âge supérieur à 60 ans est de 19,4 % la même année, alors qu'il est de 22,8 % au niveau départemental.
En 2018, la commune comptait 508 hommes pour 493 femmes, soit un taux de 50,75 % d'hommes, légèrement supérieur au taux départemental (48,89 %).
Les pyramides des âges de la commune et du département s'établissent comme suit.
| Hommes | Classe d’âge | Femmes |
| ------ | ------------ | ------ |
| 0,0    | 90 ou +      | 0,6    |
| 3,7    | 75-89 ans    | 4,1    |
| 14,4   | 60-74 ans    | 16,0   |
| 23,4   | 45-59 ans    | 20,1   |
| 21,1   | 30-44 ans    | 23,9   |
| 16,9   | 15-29 ans    | 13,2   |
| 20,5   | 0-14 ans     | 22,1   |

| Hommes | Classe d’âge | Femmes |
| ------ | ------------ | ------ |
| 0,5    | 90 ou +      | 1,4    |
| 5,5    | 75-89 ans    | 7,6    |
| 15,6   | 60-74 ans    | 16,3   |
| 20,8   | 45-59 ans    | 20     |
| 19,4   | 30-44 ans    | 19,4   |
| 17,6   | 15-29 ans    | 16,2   |
| 20,6   | 0-14 ans     | 19,1   |

## Économie
La communauté de communes du Pays de Valois prévoit la création d'une nouvelle zone d’activités économiques sur le plateau de Lévignen, de 35 ha, afin d(y permettre le développement d'entreprises du territoire.

## Culture locale et patrimoine

### Lieux et monuments
L'église paroissiale Saint-Aubin-Saint-Jean-le-Baptiste, un témoin de l'architecture de la Renaissance.
L'église a deux patrons : saint Aubin pour l'édifice et saint Jean le Baptiste pour son emplacement.
Sa construction remonte entièrement au XVIe siècle, dans la partie finissante du gothique flamboyant. Une inscription sur la clef de voûte située au-dessus de l'autel de la Vierge porte la date de 1539. Elle est inscrite dans l'inventaire du Festival des 35 Clochers remarquables du Valois.
D'aspect compact, seul son chœur octogonal modifie son plan rectangulaire. Son côté sud se remarque par la présence de deux murs-pignons contrefortés.
Le portail à deux baies cintrées, séparées par un trumeau, est orné de roses, de losanges et de têtes de champignons, éléments propres à la Renaissance.
Au-dessus se trouve un écusson armorié attribué aux La Fontaine-Gorgias qui firent édifier l'église.
Le clocher est massif, carré, contreforté et flanqué d'une tourelle ronde renfermant un escalier en pierre et pourvu de petits regards. Il participait au système défensif du village. L'intérieur semble n'avoir jamais été achevé.
Dix-huit contreforts soutiennent la retombée des voûtes. Celles-ci sont en pierre à six travées jusqu'à l'arc triomphal. Celle du chœur est en étoile.
Les voûtes de la nef et du bas-côté sont portées à la même hauteur et s'appuient en entrait sur une file de piles circulaires minces donnant un aspect très aérien à l'ensemble. Nous retrouvons cette audace dans l'église de Cuvergon, toute proche.
Dix-huit fenêtres d'une hauteur de quatre mètres et larges d'un mètre cinquante sont séparées par un meneau qui se termine dans un remplage du gothique flamboyant.
Nous sommes certains que sa construction s'est effectuée en deux temps rapprochés, tant il est évident que nous discernons une différence dans la disposition des fenêtres. Au niveau du sol nous avons constaté deux niveaux correspondant à ces deux campagnes. Elle était jadis richement dotée de vitraux offerts par les abbayes voisines. C'était aussi la cure la plus riche du diocèse de Meaux dont elle relevait.

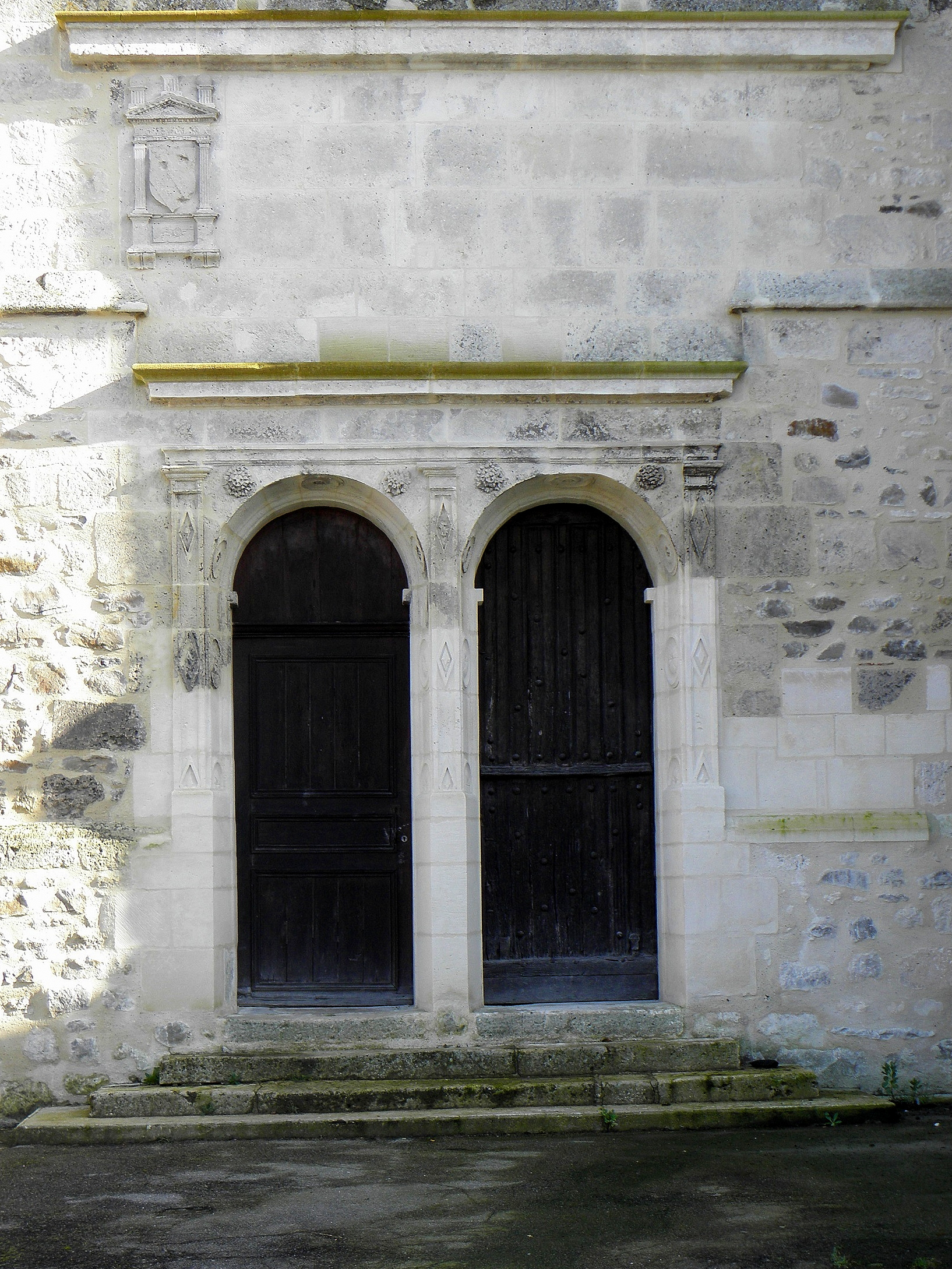
Portail occidental.
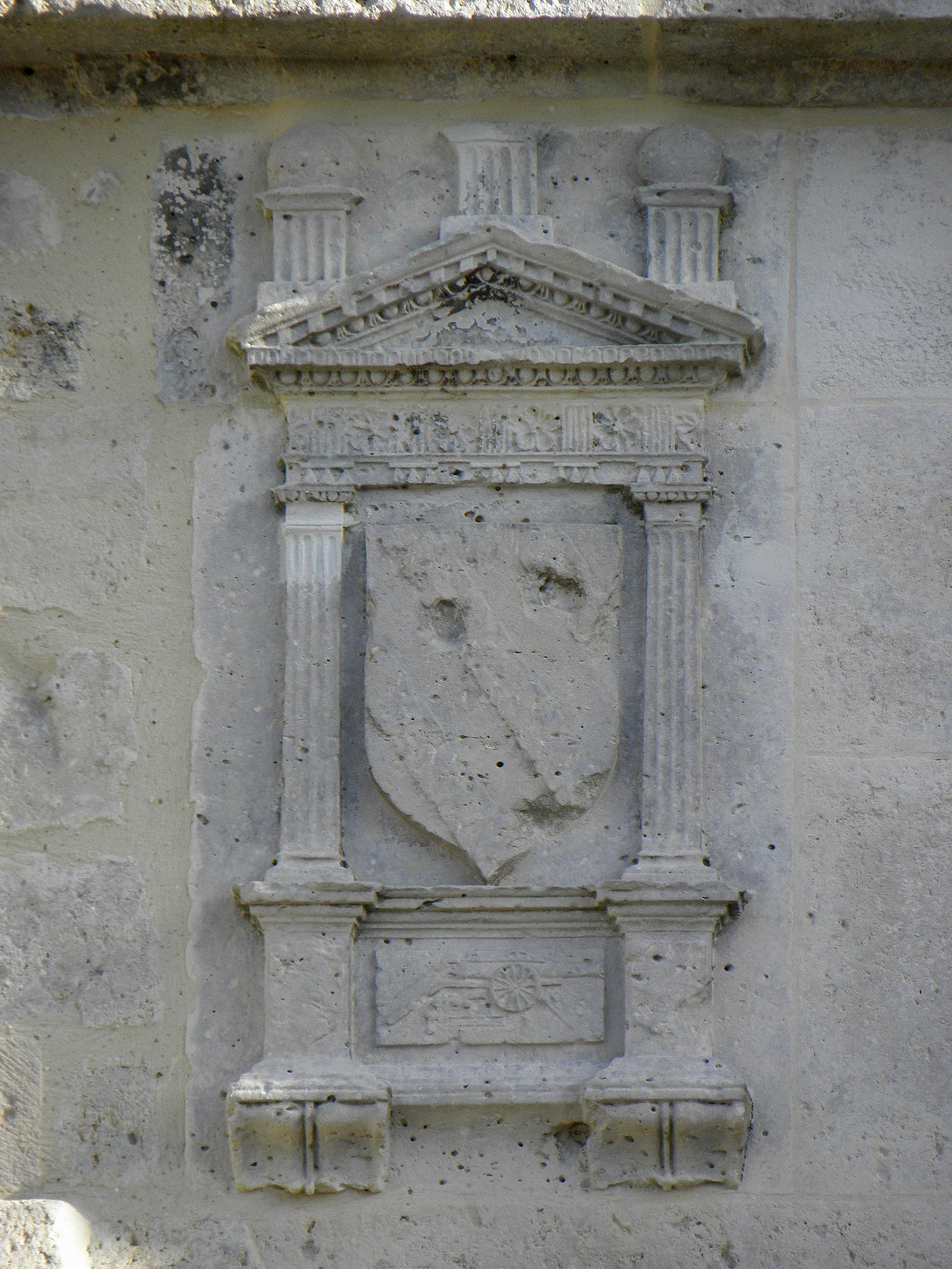
Armes des La Fontaine-Solare.

On peut également signaler : 
- Le parcours nature de Levignen, long de 7,5 km, qui s'étend également sur Rouvelle et permet de découvrir Le Bois du Roi, inscrit au réseau Natura 2000, la Sainte-Fontaine, les blockhaus de la ligne Chauvineau, la chapelle Sainte-Marie, le gué et l'église Saint-Aubin[31]

### Héraldique
| Blason de Lévignen | Blason  | Écartelé d'or et de gueules, à 3 besants d'argent 2 en chef et 1 en pointe brochant sur la partition. |
| Blason de Lévignen | Détails | Le statut officiel du blason reste à déterminer.                                                      |

## Pour approfondir